# Jayne Meadows
Jayne Meadows (rodným jménem Jane Cotter; 27. září 1919 Wu-chan– 26. dubna 2015 Los Angeles) byla americká divadelní, filmová a televizní herečka, rozhlasová moderátorka a autorka. V 21 letech debutovala v divadle na Broadwayi a brzy na to odcestovala do Hollywoodu, kde se pokusila uplatnit jako filmová herečka. Objevila se v několika významných filmech jako například Undercurrent, Dáma v jezeře, nebo Song of the Thin Man, prorazit se jí však nepodařilo a následně se vrátila zpět na Broadway. Širší uplatnění nakonec našla až s příchodem televize, ve které začala vystupovat v 50. letech. Po sňatku s komikem a hercem Stevem Allenem, se její kariéra rozjela naplno a v showbyznyse zůstala 46 let. Se svým druhým manželem se tak společně objevila v několika pořadech i talk show a třikrát byla nominována na cenu Emmy.

## Život

### Mládí a začátek kariéry
Narodila se v roce 1919 v Číně v městské části Wu-čchang, ve městě Wu-chan, v provincii Chu-pej jako starší dcera amerických episkopálních misionářů Francise Jamese Meadowse Cottera a jeho manželky Idy Milller Cotterové (rodným jménem Taylorová). Měla dva starší bratry Franka a Edwarda a později i mladší sestru Audrey Meadows, která se také stala herečkou. V roce 1926 však byla rodina z Číny donucena uprchnout kvůli bombardování na potlačení narůstající moci komunistů a jejich vůdce Maa Ce-tunga. Následující rok tak strávili v Anglii, měsíc také v Paříži, dokud její otec nezískal místo děkana v katedrále St. John's ve městě Providence ve americkém státě Rhode Island. Zde strávila Jane své dětství a se svou sestrou navštěvovala místní dívčí školu Lincoln School. V roce 1932 se jejich otec rozhodl odejít do důchodu, avšak brzy se zavázal opět dočasně převzít kostely v Pensylvánii a Connecticutu. Jane ve stejné době začala studovat drama na soukromé internátní škole ve Waterbury.
Během studia si jí při vystoupení na letním divadle všimli talentoví agenti, díky kterým následně získala svou první roli v divadlech na Broadwayi. Tehdy si také pozměnila křestní jméno, ke kterému přidala „Y“ a začala vystupovat jako Jayne Cotter. Jayne debutovala na Broadwayi v roce 1941 ve hře Spring Again a následně se objevila v dalších pěti různých hrách. Největší zlom v její kariéře zaznamenala velmi úspěšná komedie The Gazebo, díky které začala být uznávána jako elitní herečka. Kritik Brooks Atkinson o ní ve své recenzi v deníku New York Times napsal: „Pokaždé, když slečna Meadows opustí jeviště, hra se rozpadá ve švech a pokaždé, když se vrátí, hru zpevní.“ Účinkování na Broadwayi jí v roce 1944 dopomohlo také k uzavření smlouvy s filmovým studiem Metro-Goldwyn-Mayer, kde si na žádost studia změnila po svém otci profesní jméno na Jayne Meadows. U filmu debutovala rovnou v prestižním filmu noir Undercurrent (1946) se slavnými herci Katharine Hepburnovou a Robertem Taylorem, na který navázala dalšími významnými snímky jako dalším filmem nior Dáma v jezeře, mysteriózním dramatem Dark Delusion nebo krimi komedií Song of the Thin Man (všechny 1947). V roce 1949 jí uznávaná fejetonistka a novinářka Louella Parsonsová udělila za herecké výkony ve filmu Okouzlení (1948) cenu Cosmopolitan Award za nejlepší dramatický výkon roku.

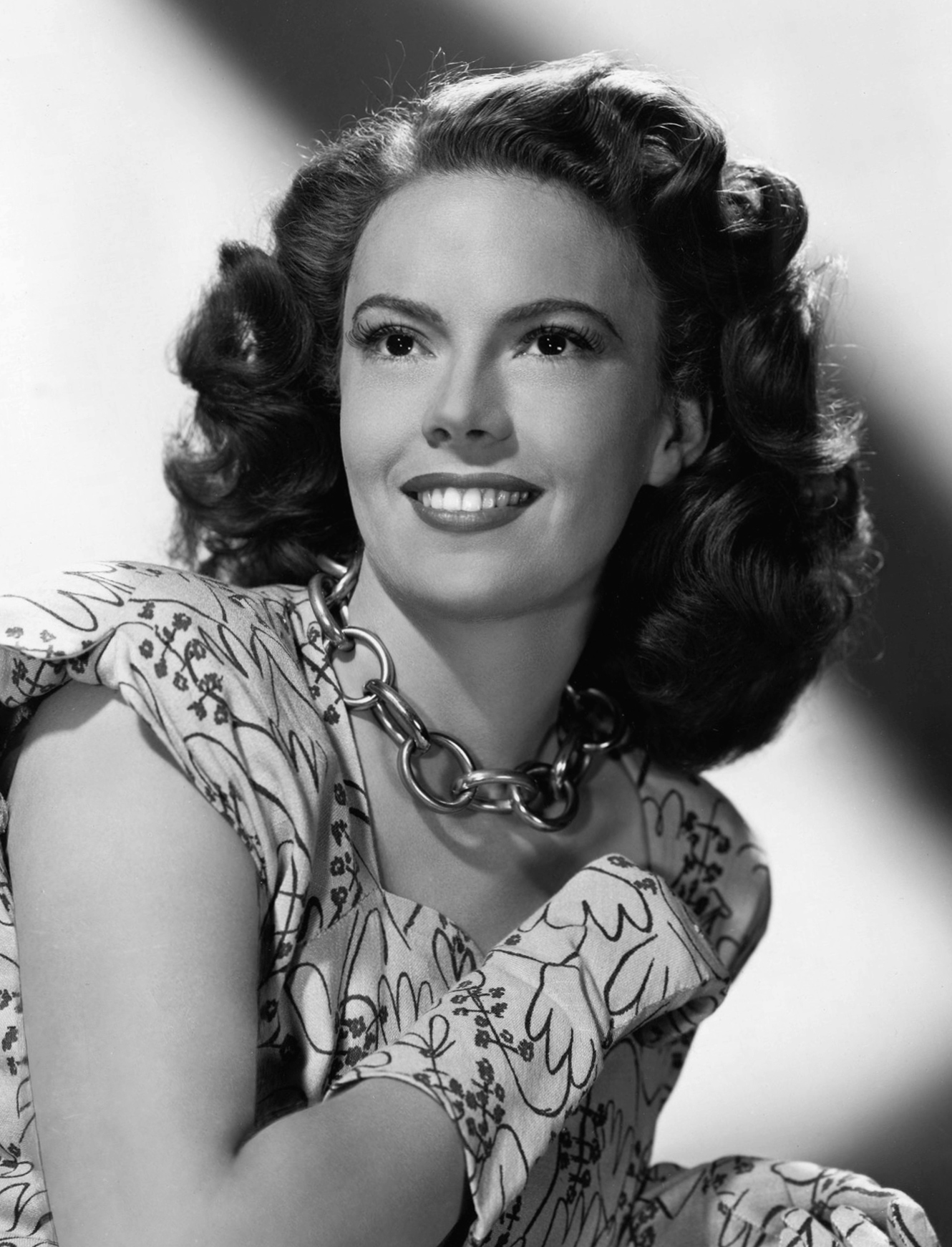
Jayne Meadows ve 40. letech

### Vrchol kariéry a účinkování v televizi
Na přelomu 40. a 50. let si dala od filmování na dva roky pauzu, avšak v roce 1951 se na scénu vrátila v dalším filmu noir The Fat Man s J. Scottem Smartem a Julie Londonovou. V roce 1952 se Jayne Meadows vrátila zpět do New Yorku, kde se chystala obnovit svou kariéru na Broadwayských jevištích. Náhoda ji však svedla s režisérem Sidney Lumetem, který ji obsadil do populárního dramatického televizního seriálu Danger. Do konce roku 1952 se následně objevila v dalších čtyřech seriálech a u televize již zůstala. Během „Zlatého věku televize“ se tak objevila ve většině významných dramatických pořadech, včetně Hallmark Hall of Fame, Pulitzer Prize Playhouse, Studio One, General Electric Theater, The United States Steel Hour, Robert Montgomery Presents, The Dupont Show of the Week, Kraft Television Theater a Suspense. Během této doby však působila také jako moderátorka televizní soutěže I've Got a Secret a příležitostně i v televizních soutěžích To Tell The Truth a What's My Line?, kde se objevila i se svým manželem, komikem, hudebníkem a hercem Stevem Allenem. U televizní společnosti CBS se následně vypracovala až na druhou nejlépe hodnocenou herečku, čímž se zařadila za známější hollywoodskou hvězdu Lucille Ballovou.
Se svým manželem se následně začala věnovat také televiznímu žánru talk show, který představovali v originálním pořadu Meeting of Minds u společnosti PBS, kde Steve Allen prostřednictvím své manželky veřejnost seznamoval s velkými historickými osobnostmi. Jayne Meadows tak ztvárňovala například Kleopatru, Marie Antoinettu, Kateřinu Velikou, Margaret Sangerovou, Elizabeth Barrettovou-Browningovou či Florence Nightingalovou. Za tento pořad získala v roce 1979 také nominaci na cenu Emmy za nejlepší herecký výkon v dramatickém seriálu.
Nominaci na cenu Emmy získala Jayne Meadows také za hostování v seriálu St. Elsewhere na konci 80. let a poté i za účinkování v seriálu High Society, ve druhé polovině 90. let. Ani tehdy její televizní kariéra neklesala a stále ročně účinkovala v několika seriálech i filmech. Nadále také se svým manželem účinkovala v rádiu, přičemž každý den jim patřil ranní program, který vysílali ze svého domova v San Fernando. Jayne Meadows se kromě televize a rádia podílela i na ostatních projektech jako byly například první dva ročníky mezinárodní soutěže krásy Miss Universe a několikrát hostovala i v televizních pořadech druhých celebrit jako například u Reda Skeltona, Arthura Murrayho, Miltona Berleho, Jackieho Gleasona, Boba Hopea či Judy Garlandové. V pozdějších letech začala Jayne Meadows působit dokonce i jako uznávaná spisovatelka, přičemž napsala například původní příběh pro seriál Fantasy Island, kde se objevila i se svým manželem. Napsala také hru The Eternal Bed, která se následně uchytila v divadle Stop-Gap v Los Angeles. Po dobu pěti let psala též sloupky pro časopis Carte Blanche a několika povídkami přispěla do dvou knih Larryho Kinga i Willarda Scotta.

### Pozdější roky
Jayne Meadows se svým manželem Stevem Allenem vystupovala v televizi po 46 let, a kromě ní věnovali svůj čas a úsilí také na podporu stovek charitativních organizací i pořádání nejrůznějších sbírek. Meadows dokonce sloužila i jako předsedkyně kampaně National Association for Mental Health Fundraising, kvůli které se vydala na turné po Spojených státech. Za své humanitární úsilí získala taktéž řadu ocenění. Svou hereckou kariéru ukončila až v roce 1999, po filmu Druhá šance. V témže roce se také naposledy objevila se svým manželem v seriálu Diagnóza vražda.
Jayne Meadows zemřela 26. dubna 2015 přirozenou smrtí ve svém domě ve městě Encino. Svého druhého manžela Steva Allena přežila o 14 let. Je pohřbena na hřbitově Forest Lawn Memorial Park v Hollywoodu.

## Filmografie

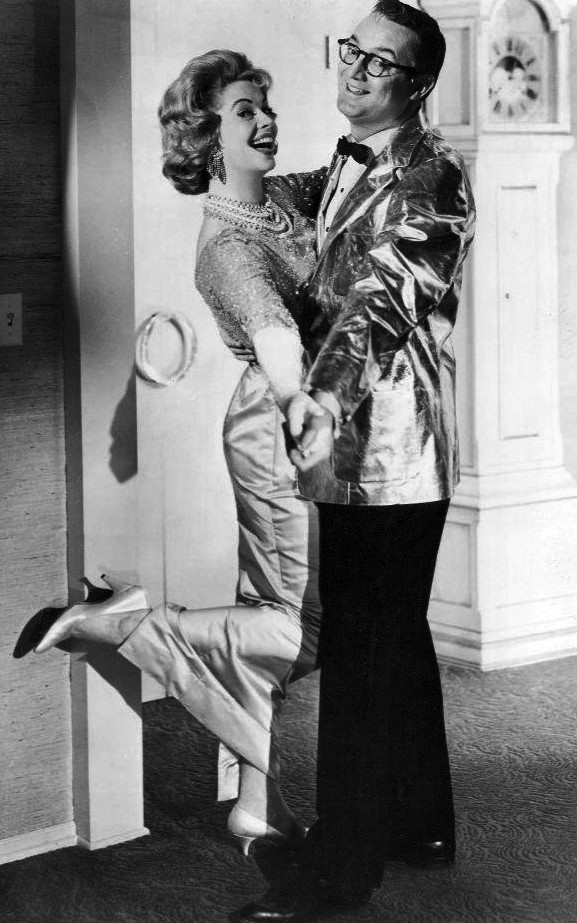
Jayne Meadows se svým druhým manželem Stevem Allenem v roce 1961

Podle filmových databází ČSFD a IMDb.
| - 1946 Undercurrent (režie Vincente Minnelli) - 1947 Dáma v jezeře (režie Robert Montgomery) - 1947 Dark Delusion (režie Willis Goldbeck) - 1947 Song of the Thin Man (režie Edward Buzzell) - 1948 The Luck of the Irish (režie Henry Koster) - 1948 Okouzlení (režie Irving Reis) - 1949 The Fat Man (režie William Castle) - 1951 David a Batšeba (režie Henry King) - 1959 It Happened to Jane (režie Richard Quine) - 1960 College Confidential (režie Albert Zugsmith) - 1976 Norman... Is That You? (režie Sam Bobrick) - 1985 Da Capo (režie Pekka Lehto a Pirjo Honkasalo) - 1990 Jedna vražda za druhou (režie Paul Leder) - 1991 Dobrodruzi z velkoměsta (režie Ron Underwood a Bob Kurtz) - 1992 Hráč (režie Robert Altman) - 1994 Dobrodruzi z velkoměsta 2 (režie Paul Weiland a Bob Kurtz) - 1995 Casino (režie Martin Scorsese) - 1999 Druhá šance (režie Rob Reiner) | - 1952 Woman with a Sword (režie William Corrigan) - 1966 Hollywood Deb Star Ball (režie Steve Binder) - 1968 Now You See It, Now You Don't (režie Don Weis) - 1976 James Dean (režie Robert Butler) - 1977 Sex and the Married Woman (režie Jack Arnold) - 1977 Have I Got a Christmas for You (režie Marc Daniels) - 1979 The Muppets Go Hollywood (režie Stan Harris) - 1980 The Gossip Columnist (režie Michael Gleason) - 1982 Miss All-American Beauty (režie Gus Trikonis) - 1984 Don't Ask Me, Ask God (režie Warren Marcus) - 1984 Americký mogul (režie Danny DeVito) - 1985 Alenka v říši divů (režie Harry Harris) - 1986 Dokonalá vražda (režie Charles S. Dubin) - 1989 Parent Trap: Hawaiian Honeymoon (režie Mollie Miller) - 1990 The Jackie Bison Show (režie Peter Rosenthal) - 1992 Tom Arnold: The Naked Truth 2 (režie Peter Segal) | - 1952–1953 Danger (3 díly) - 1952 Robert Montgomery Presents (1 díl) - 1952 Hallmark Hall of Fame (1 díl) - 1952 Pulitzer Prize Playhouse (1 díl) - 1952 Kraft Television Theatre (2 díly) - 1952 Suspence (1 díl) - 1955 The United States Steel Hour (1 díl) - 1956 Studio One (1 díl) - 1957–1963 The Red Skelton Show (6 dílů) - 1960 General Electric Theater (1 díl) - 1962 The DuPont Show of the Week (1 díl) - 1969–1972 Medical Center (13 dílů) - 1977–1981 Meeting of Minds (11 dílů) - 1978–1987 The Love Boat (7 dílů) - 1979–1983 Fantasy Island (5 dílů) - 1982–1983 It's Not Easy (11 dílů) - 1987–1988 St. Elsewhere (3 díly) - 1993 Báječní a bohatí (3 díly) - 1995–1996 High Society (7 dílů) |